# Acraea abbotii
Acraea abbotii är en fjärilsart som beskrevs av Holland 1892. Acraea abbotii ingår i släktet Acraea och familjen praktfjärilar. Inga underarter finns listade i Catalogue of Life.